# Jaderná energetika
Jaderná energetika je odvětví energetiky a průmyslu, které se zabývá především výrobou elektrické energie v jaderných elektrárnách. V širším smyslu může jít o projektování a výstavbu jaderných zařízení – jaderných reaktorů nebo jaderných elektráren.
Jako synonyma se pro tento termín méně přesně používají rovněž termíny jaderný průmysl, jaderná energie, atomová energetika, atomová energie. Označení obsahující slovní základ atom je však třeba považovat za nesprávná a nepřesná, neboť energie uvolněná z atomu je i chemická energie, která se využívá v klasické energetice.

## Charakteristika

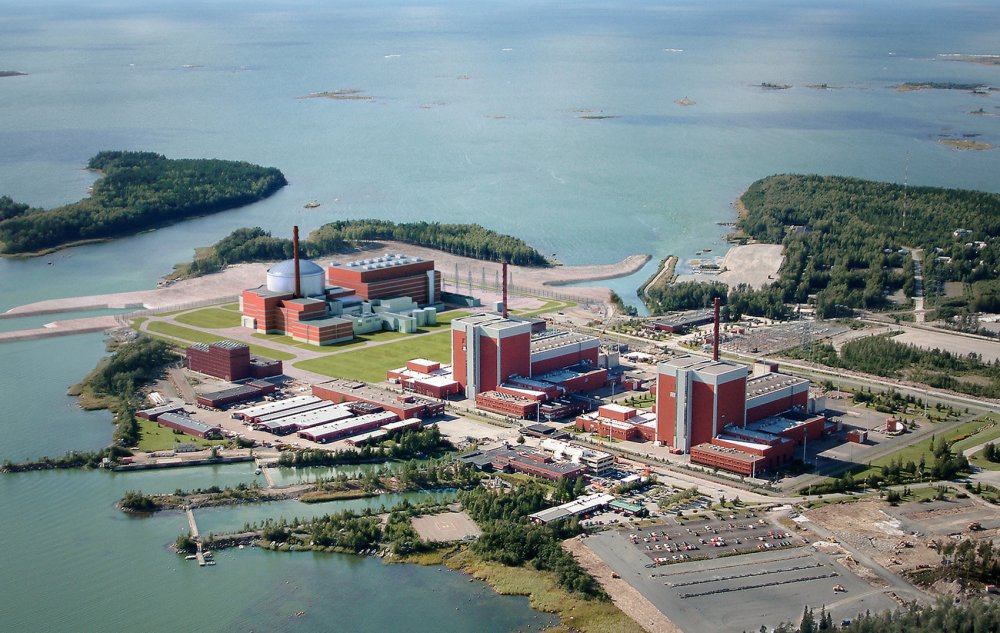
Fotomontáž JE Olkiluoto ve Finsku.

Nejdůležitější částí odvětví je výroba elektrické energie v jaderných elektrárnách. V menší míře pak vytápění teplem, které by jinak bylo bez užitku vypuštěno chladícími věžemi.
V souvislosti se snahou o snižování vypouštění oxidu uhličitého do atmosféry se více zdůrazňují ekologické aspekty jaderné energetiky. Ta je celosvětově podle Mezinárodní agentury pro energii druhým nejvýznamnějším bezemisním zdrojem energie, po vodních elektrárnách. V roce 2021 Evropská komise označila jadernou energetiku za ekologicky čistý bezemisní zdroj energie. Některé zdroje uvádějí, že "stojíme na prahu renesance jaderné energetiky". Jaderné elektrárny neuvolňují téměř žádné škodlivé emise ani skleníkové plyny. Vzniká v nich relativně malé množství radioaktivního odpadu (vzhledem k množství získané energie).
Jaderná energetika může být nepřímo využita rovněž pro odsolování mořské vody, např. provoz ruského jaderného reaktoru v Kazachstánu BN-350 mezi lety 1973 a 1999, jehož hlavním cílem bylo odsolovat mořskou vodu. Také může sloužit k výrobě vodíku. Pomocí jaderných reakcí jsou vyráběny izotopy pro lékařské a průmyslové využití. Jaderné reaktory slouží jako pohon dopravních prostředků –jaderných ponorek, jaderných ledoborců, letadlových lodích nebo vesmírných lodí.
Jaderná energetika je odvětvím energetiky, které nezpůsobuje úmrtí spojená s provozem (oproti energetice při využití uhlí, ropy nebo biomasy). Podle Mezinárodní agentury pro energii (IEA) uspořily jaderné elektrárny za posledních 50 let přes 60 miliard tun ekvivalentu emisí CO2. Tato hodnota odpovídá téměř dvěma letům globálních emisí z celé energetiky. IEA rovněž varuje státy před odchodem od jaderné energie a doporučuje spoléhat na jadernou energii jako na jeden z významných zdrojů umožňujících dekarbonizaci energetiky, a to jak prodlužováním životnosti stávajících jaderných reaktorů, tak výstavbou nových. Jaderná energie by mohla v polovině 21. století hrát klíčovou roli pro dosažení nulových emisí uhlíku v obdobích, kdy je nedostatek větrné a solární energie. IEA odhaduje, že do roku 2050 bude potřeba zdvojnásobit výrobu z jaderné energie.

## Hlavní zdroje

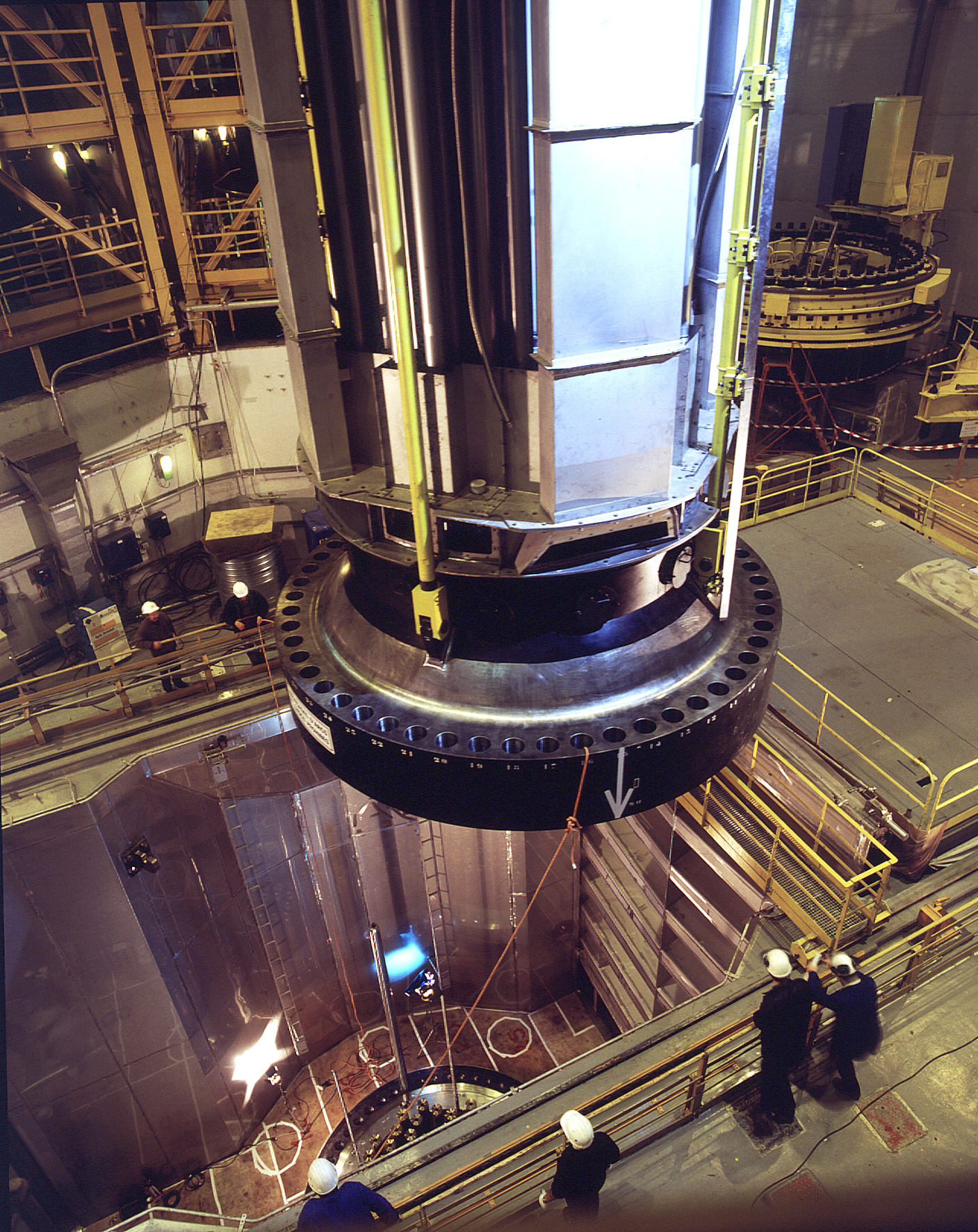
Fotografie ze vnitřku kontejnmentu, masivní ochranné obálky jaderné části elektrárny.

Jaderná energetika v současnosti využívá štěpné jaderné reakce uranu (teoreticky i plutonia), uvažuje se rovněž o využití thoria jako množivého materiálu. Předmětem intenzivního výzkumu je praktické využití termojaderné fúze, kde vstupními zdroji jsou vodík, deuterium a tritium.
Světové zásoby uranové rudy nejsou nevyčerpatelné, nicméně do budoucna existuje možnost extrakce uranu z mořské vody, což by představovalo téměř nevyčerpatelný zdroj paliva. Ve světě se rovněž rozvíjejí thoriové reaktory, což palivovou základnu rovněž výrazně rozšiřuje. Spotřebované palivo se zatím ve větší míře nevyužívá. Existují ale již tak zvané rychlé reaktory, které pracují s uzavřeným palivovým cyklem. Tím se doba možného využití štěpné jaderné reakce značně prodlužuje.
Celosvětová těžba uranu v roce 2022 byla 49 400 tun. Největším producentem byl Kazachstán, který se na světové produkce uranu podílel 43 % (21 200 tun), následován Kanadou, Namibií a Austrálií.

## Výroba elektrické energie

Chladící věže jaderné elektrárny

V roce 2024 dodaly jaderné elektrárny celosvětově 2,667 GWh elektrické energie, což činilo 9 % spotřeby elektřiny. K červenci 2025 bylo v provozu 439 jaderných reaktorů s celkovým instalovaným výkonem okolo 398 GW. Ve výstavbě je 69 reaktorů s plánovaným výkonem 71 GW.
Přestože se staví nové reaktory, výroba energie z jádra od roku 2019 mírně klesla. Některé země vyřazují staré reaktory, nenahrazují je novými a některé se jaderné energetiky vzdaly úplně. Citelné byly tři vlny uzavírání jaderných elektráren v Německu – v roce 2011 bylo odstaveno 8 reaktorů, v roce 2021 3 reaktory a poslední 3 reaktory byly odstaveny 15. dubna 2023.
Níže jsou uvedeny státy (v rámci celého světa, všechny se ale nacházejí v Evropě) s nejvyšším podílem elektrické energie z jaderných elektráren (za rok 2024). V závorce je uveden pro srovnání podíl jaderné energie v roce 2015:
- Francie 67 % (2015 – 76,3%),
- Slovensko 60,6 % (55,9 %),
- Ukrajina 52 % (56,5 %),
- Maďarsko 47,1 % (52,7 %),
- Bulharsko 41,6 % (31,3 %),
- Belgie 40,5 % (37,5 %),
- Česko 40,2 % (32,5 %),
- Finsko 39,1 % (33,7 %),
- Bělorusko 36,3 % (0 %),
- Slovinsko 35 % (38 %).[14]

Situace jaderné energetiky ve světě v roce 2009
Reaktory v provozu, výstavba nových
Reaktory v provozu, nové plánovány
Bez reaktorů, výstavba nových
Bez reaktorů, nové plánovány
Reaktory v provozu, stabilní stav
Reaktory v provozu, postupné uzavírání
Zákaz využívání jaderných reaktorů pro civilní účely
Bez reaktorů

V roce 2025 probíhala největší výstavba nových jaderných reaktorů v Číně, která se jimi snaží nahradit uhelné zdroje. Výstavba probíhá také v Indii, Jižní Koreji a Japonsku. Probíhá výstavba i Turecku, Egyptě a Bangladéši, které do roku 2025 jadernou energii nevyužívaly.
Velký význam hraje jaderná energetika také v Rusku, které je průkopníkem nových typů reaktorů (např. rychlých množivých reaktorů). Ruská federace vyvinula a spustila na vodu v roce 2018 první plovoucí jadernou elektrárnu Akademik Lomonosov.
V Evropské unii je názor na jadernou energetiku rozštěpený. Mezi tradiční odpůrce patří například Rakousko, Německo, nebo Řecko, naopak mezi zastánce jaderné energetiky se počítá např. Francie, Finsko, Česká republika, Slovensko, Polsko nebo Bulharsko.
K roku 2025 se nejvyšší počet jaderných reaktorů nacházel v:
- USA (94, instalovaný výkon 97 GW),[18]
- Číně (58, instalovaný výkon 57 GW),[19]
- Francii (57, instalovaný výkon 63 GW),[20]
- Rusku (36, instalovaný výkon 26,8 GW),[21]
- Japonsku (33, instalovaný výkon 31,7 GW),[22]
- Jižní Koreji (26, instalovaný výkon 25,6 GW),[23]
- Indii (24, instalovaný výkon 7,9 GW),[24]
- Kanadě (17, instalovaný výkon 12,7 GW).[25]

Nejvíce rozestavěných reaktorů je k roku 2025 v Číně (32), Rusku (7), Indii (6) a Jižní Koreji (3). Žádný nový se nestaví ve Francii, USA, Kanadě ani Japonsku.
V Evropě se většinou používají tlakovodní reaktory PWR (65 %), co do četnosti jsou na druhém místě varné reaktory BWR (22 %). Využívány jsou také reaktory těžkovodní, grafitové, plynem chlazené, rychlé a další typy . Důležitým faktorem pro využívání jaderných elektráren je jejich akceptace veřejností. Jaderné elektrárny musí demonstrovat, že jsou schopné vybudovat podzemní konečné úložiště jaderného odpadu. Významným zlomem v této oblasti bylo schválení stavebního povolení pro jeho výstavbu ve finském Olkiluoto v roce 2015.

## Havárie
Historii rozvoje jaderné energetiky poznamenaly tři velké havárie – v roce 1979 havárie na 2. bloku elektrárny Three Mile Island v USA, která dosáhla 5. stupně INES. V roce 1986 havárie 4. bloku elektrárny v Černobylu v bývalém Sovětském svazu dosáhla 7., tj. nejvyššího stupně INES. Poslední velká havárie se stala v roce 2011 v elektrárně Fukušima v Japonsku, která dosáhla také 7. stupně INES. Jaderná energetika přesto patří k nejbezpečnějším zdrojům.

## Historie

Schéma jaderné elektrárny s tlakovodním reaktorem.

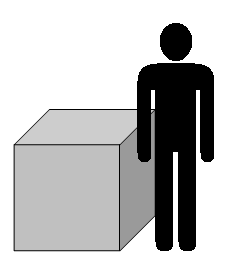
Množství paliva spotřebované v jaderné elektrárně je v porovnání s uhelnými elektrárnami nepatrné. Například průměrná roční spotřeba oxidu uraničitého jednoho bloku tlakovodní elektrárny o elektrickém výkonu 1000 MW je přibližně 20 tun. Toto množství čistého uranu by zaujalo objem přibližně 1 m³.

První úspěšný pokus s jaderným štěpením provedli v roce 1938 v Berlíně Otto Hahn, Lise Meitner a Fritz Strassmann.
Během 2. světové války se rozběhl jaderný program v řadě zemí. První řízená řetězová štěpná reakce se uskutečnila 2. prosince 1942 v reaktoru CP-1, který postavil tým Enrica Fermiho v podzemí stadionu Chicagské univerzity. Motivace pokusů byla jednak vědecká, ale také vojenská – reaktory založené na výsledcích Fermiho výzkumu pak sloužily pro výrobu plutonia pro použití v jaderných zbraních.
Některé indicie také svědčí o tom, že minimálně pokročilé přípravy k získání jaderné zbraně mělo také Německo. Např. tzv. těžkou vodu (oxid deuteria), složku nutnou ke spuštění štěpné reakce, získávali nacisté prokazatelně v norském Vemorku a možná se k tomu chystali i v českých Štěchovicích .
Po svržení jaderných bomb na Hirošimu a Nagasaki se konstrukce jaderných reaktorů pro výrobu plutonia rozběhla i v dalších zemích. K výrobě elektřiny byl jaderný reaktor poprvé využit 20. prosince 1951 ve výzkumné stanici EBR-1 poblíž Arca (Idaho). Zařízení založené na rychlém množivém reaktoru dodávalo zpočátku výkon kolem 100 kW.

### Komerční výroba

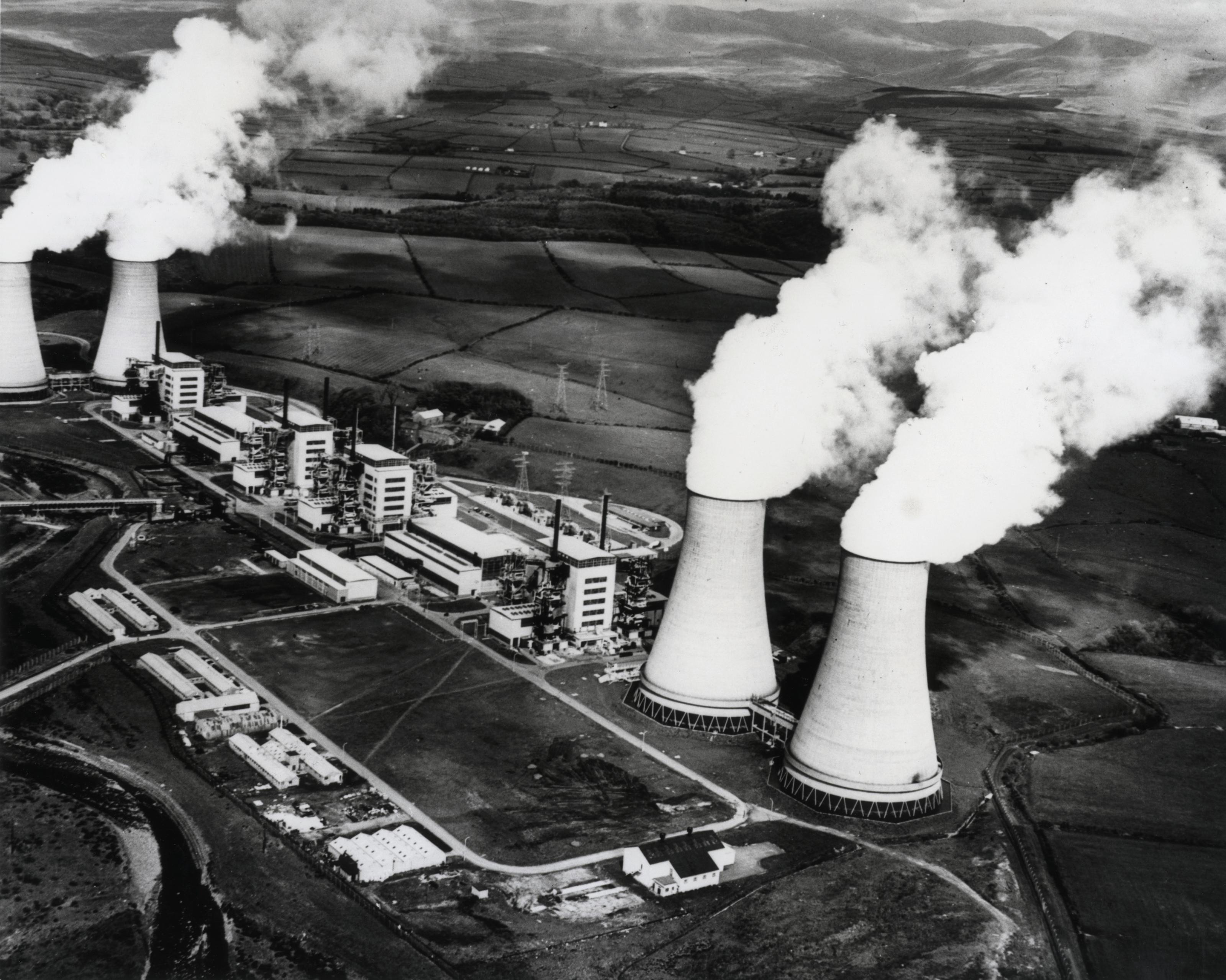
Jaderná elektrárna Calder Hall ve Spojeném království, první komerční jaderná elektrárna na světě.

Graf nově spuštěných respektive uzavřených jaderných elektráren. Maximum rozvoje se datuje mezi ropný šok a havárii v Černobylu.

Za první jadernou elektrárnu bývá označována Jaderná elektrárna Obninsk v bývalém Sovětském svazu. K rozvodné síti byla oficiálně připojena 27. června 1954. U reaktoru AM-1 („Атом Мирный“ – v překladu „Mírový atom“) o elektrickém výkonu 5 MW byl použit grafit jako moderátor a voda jako chladicí médium. Za první skutečně komerční elektrárnu je však považována až Jaderná elektrárna Calder Hall ve Velké Británii, která oficiálně zahájila provoz 17. října 1956.
Využití jaderné energie se poté rychle rozvíjelo. V roce 1960 činil instalovaný elektrický výkon méně než 1 GW, na konci 70. let už 100 GW, a v 80. letech 300 GW.
Od konce 80. let je nárůst mnohem pozvolnější a převážně tvořený výstavbou jaderných elektráren v Asii, zejména v Číně. V roce 2019 byl instalovaný výkon 390 GW. Proti využití jaderné energie se v některých zemích zvedla vlna veřejného odporu. Některé evropské země se rozhodly výrobu elektřiny v jaderných elektrárnách postupně utlumit a nakonec zcela opustit. Jedná se například o Německo, Belgii, či Švýcarsko. Německo odstavilo svoje poslední tři jaderné elektrárny k 15. 4. 2023.
Další důvody zpomalení výstavby jaderných zdrojů byly ekonomické – jaderná energie je velmi levná co se týče provozních nákladů, investiční náklady při stavbě a likvidaci jaderných elektráren jsou však velmi vysoké. Cena fosilních paliv přitom byla řadu let relativně nízká.
Odvětví si však dokázalo udržet svůj procentuální podíl na výrobě. Dosaženo toho bylo řadou technických zlepšení, která zvýšila instalovaný výkon nad původní projektovou mez, zvýšením efektivity výroby a zkracováním nutných provozních odstávek (některé elektrárny tak běží i 90 % času na plný výkon); podmínkou bylo zachování úrovně bezpečnosti.
Ekonomické výhody se rovněž podstatně zvýšily poté, co se ukázalo, že jednotlivé jaderné elektrárny je možné bezpečně provozovat podstatně delší dobu, než bylo původně plánováno. I z těchto důvodů v současnosti v různých částech světa zajišťuje nejlevnější výrobu elektrické energie právě jaderná energetika .

### Příklady staveb nových zdrojů

#### Evropa
- Francie[34] – od prosince 2007 byl ve výstavbě reaktor EPR v elektrárně Flamanville. Spuštěn byl v prosinci 2024.[20]

- Finsko[35] – od května 2005 byl ve výstavbě reaktor EPR v elektrárně Olkiluoto. Spuštěn byl v květnu 2023.
- Slovensko[36] – od června 2009 se dostavují dva dříve odložené bloky VVER 440 v elektrárně Mochovce. Reaktor Mochovce 3 byl spuštěn v lednu 2023,[37] koncem roku 2024 byly zahájeny zkoušky na reaktoru Mochovce 4.[38]

### Potenciální výstavba
Dle údajů WNA k 12/2020 uvažuje o výstavbě jaderných elektráren 31 zemí: mj. Čína (168 bloků), Indie (28 bloků) Rusko (22 bloků, USA (18 bloků), Saúdská Arábie (16 bloků), Japonsko, Jihoafrická republika a Turecko (po 8 blocích), Velká Británie (6 bloků) a další

## Budoucnost
V současné době se rýsují tři základní směry dalšího technického vývoje. Jedná se o řadu připravovaných technických koncepcí, které jsou souhrnně označovány jako projekty 4. generace, dále vývoj malých modulárních reaktorů a v delším časovém horizontu i využití jaderné fúze.

### Reaktory 4. generace
Projekty reaktorů 4. generace jsou aktuálně vyvíjeny v několika různých koncepčních směrech. Jedná se převážně o první demonstrační reaktory, pracující s rychlými neutrony a uzavřeným palivovým cyklem, které umožňují efektivnější využití jaderného paliva a zároveň snížení množství radioaktivních odpadů. Do této skupiny jsou zahrnovány i některé technologie, pracující s tepelnými neutrony a s otevřeným palivovým cyklem. Zahájení provozu prvních pilotních jednotek odhadováno mezi léty 2030 až 2040, komerční nasazení potom po roce 2050. Výjimkou jsou sodíkem chlazené rychlé reaktory, které jsou již komerčně provozovány.
V roce 2000 byl mezinárodním společenstvím iniciován vznik Mezinárodního fóra pro generaci 4 (GIF), což je sdružení vlád států, které mají zájem na dalším rozvoji jaderné energetiky. Organizace byla formálně ustavena v polovině roku 2001. Zakládajícími členy byly Argentina, Brazílie, Kanada, Francie, Japonsko, Jižní Korea, Jižní Afrika, Velká Británie a USA. K organizaci se následně připojily i Švýcarsko, Euroatom jako zástupce členských států EU, Čína, Rusko a Austrálie.
Expertní skupina GIF složena z více než 100 odborníků v oblasti vyhodnotila 130 aktuálně dostupných konceptů a jako perspektivní k dalšímu rozpracování a vývoji vyhodnotila šest následujících technologií:
- Rychlé reaktory chlazené plynem (GFR – Gas-Cooled Fast Reactors)
- Olovem chlazené rychlé reaktory (LFR – Lead-Cooled Fast Reactors)
- Reaktory využívající roztavené soli (MSR – Molten Salt Reactors)
- Reaktory využívající vodu v superkritické fázi (SCWR – SuperCritical Water Reactors)
- Sodíkem chlazené rychlé reaktory (SFR – Sodium-Cooled Fast Reactors)
- Vysokoteplotní reaktory (VHTR – Very-High-Temperature Reactors)[41][42]

### Jaderná renesance
Jako o jaderné renesanci se vyjadřují média i politici z Evropy  v souvislosti s debatami o kladném přístupu k jaderné energetice. Po vypuknutí války na Ukrajině se evropské státy rozhodly postupně snížit svou závislost na ruském plynu a ropě. Následkem toho je růst cen energií, který může být částečně řešen výstavbou nových jaderných elektráren. Velká Británie má v plánu postavit do roku 2050 osm nových jaderných reaktorů. Finsko v roce 2023 spustilo třetí reaktor jaderné elektrárny Olkiluoto. Jaderné reaktory v Belgii měly být původně odstaveny do konce roku 2025, plán byl ale revidován a dvě jaderné elektrárny nakonec budou v provozu až do roku 2035. Slovensko dokončuje 2 reaktory v JE Mochovce. Nejvíce reaktorů buduje Čína kvůli zvyšující se energetické náročnosti ekonomiky a budoucího nahrazení uhelných elektráren.

### Malé jaderné reaktory
Pojem SMR, malý modulární reaktor, byl historicky zaveden americkým ministerstvem energetiky ve smyslu malých jednotek (resp. modulů), které jsou sériově vyráběny ve výrobním závodě, transportovány a instalovány na lokalitu jako jeden celek. Mezinárodní agentura pro atomovou energii užívá terminologii SMR ve smyslu „Small and Medium Reactors", přičemž pojem „malý“ definuje ve výkonovém rozsahu do 300 MWe a „medium“ do 700 MWe. Organizace World Nuclear Association definuje SMR jako malé jaderné reaktory o výkonu do 300 MWe, které jsou vyráběny s využitím modulární technologie.
Technologie SMR by měla jaderné energetice přinést výhody:
- z důvodu malých rozměrů a modulární výroby bude možné SMR kompletovat ve výrobním závodě a instalovat na lokalitě po jednotlivých modulech podle požadovaného celkového výkonu elektrárny,
- nižší instalovaný výkon, vysoká úroveň bezpečnosti a výrazně snížené nároky na obsluhu a provoz,
- menší velikost modulárních jednotek, standardizovaná výstavba elektráren a nasazení pasivních bezpečnostních systémů, které obecně vyžadují nižší stupeň redundance, umožní snížit investiční náklady nových elektráren,
- sériová výroba modulů by přinesla snížení nákladů,
- modulová a standardizované konstrukce může usnadnit standardizaci licenčního procesu v globálním měřítku, což mohou využít země s méně rozvinutou jadernou energetikou.[42]

V současné době se v elektroenergetice stále silněji prosazuje trend instalace decentralizovaných jednotek nižšího instalovaného výkonu, které by byly schopny kooperovat resp. doplňovat či zálohovat výrobu regionálních obnovitelných zdrojů energie (OZE), zejména velkých větrných a fotovoltaických elektráren. Zároveň se v mnoha zemích počítá se zaváděním elektrifikace a průmyslové infrastruktury do izolovaných oblastí státu, mnohdy s celoročně velmi nepříznivými klimatickými podmínkami. Pro všechny tyto potenciální aplikace jsou malé modulárně vyráběné jaderné energetické jednotky jedním z možných technických řešení.

### Jaderná fúze
Aktuální jaderné technologie generace III/III+ a vyvíjené technologie generace IV využívající princip štěpení jader těžkých prvků (především uranu a thoria) jsou schopny generovat ohromná množství energie, nicméně z dlouhodobého koncepčního hlediska nejsou považovány za optimální řešení. Klasické jaderné technologie totiž využívají dostupný „energetický potenciál" paliva v poměrně nízké míře a jsou spojeny s problémy s dostupností resp. efektivností těžby zásob štěpných jaderných materiálů, technologicky náročnou výrobou jaderného paliva a následně se zpracováním resp. přepracováním a dlouhodobým ukládáním jaderného odpadu.
Řešení všech těchto problémů by mělo přinést využití principiálně jiného fyzikálního procesu k výrobě energie. Jedná se o proces slučování jader lehkých prvků v jádra prvků těžších, tj. proces termojaderné fúze.
Jednou z možných termonukleárních reakcí je slučování jader deuteria (tzv. „těžký vodík", jehož jádro obsahuje navíc jeden neutron oproti standardnímu vodíku), přičemž vzniká izotop helia (He) a uvolňuje se neutron nebo tritium (nejtěžší izotop vodíku, jehož jádro obsahuje dva neutrony). Další možností je slučování jader deuteria tritia za vzniku hélia a uvolnění neutronu. Mimo výše uvedené příklady jsou zkoumány další možné termojaderné reakce s využitím standardního vodíku, hélia či lithia. V průběhu termonukleárních reakcí se uvolňuje značné množství energie, která by se následně využila k tvorbě páry k výrobě elektřiny.
Pokud lidstvo bude schopno v budoucnosti vybudovat komerční energetický reaktor využívající jadernou syntézu deuteria, získá téměř nevyčerpatelný zdroj energie. Deuterium se vyskytuje v přírodě společně se standardním vodíkem, přičemž jej lze od vodíku relativně jednoduše oddělit.
Praktické uskutečnění termojaderné syntézy s sebou ovšem nese velmi technické obtíže. Podmínkou spojení dvou jader deuteria popř. deuteria a tritia v jádro helia je překonání odpudivých sil vyvolaných jejich stejným elektrickým nábojem, jelikož souhlasné elektrické náboje se navzájem odpuzují. Tuto bariéru lze překonat energií tepelného pohybu. Pokud se jádra budou pohybovat dostatečně vysokou rychlostí, přiblíží se na extrémně blízkou vzdálenost, při níž se uplatní tzv. přitažlivé jaderné síly, které překonají odpudivé síly stejných elektrických nábojů a umožní se tak slučování jader. Rychlost částic je přímo úměrná teplotě. Pro překonání odpudivých elektrických sil jader je potřeba dosáhnout teplot v řádech desítek milionů stupňů Celsia. A právě udržení takto vysokých teplot po dostatečně dlouhou dobu k „zapálení" a stabilizaci termonukleární reakce představuje velmi obtížný problém, jehož řešení se pohybují na hranici dostupných technických možností a materiálových vlastností komponent.
Pro praktickou výrobu elektrické energie se jeví jako nejperspektivnější ohřev termonukleárního paliva opakujícími se elektrickými impulzy. Dodávaná energie ohřívá zředěný plyn, přičemž dochází k jeho ionizaci a vytváří se žhavé plynné plazma.

## Jaderná energetika v Česku

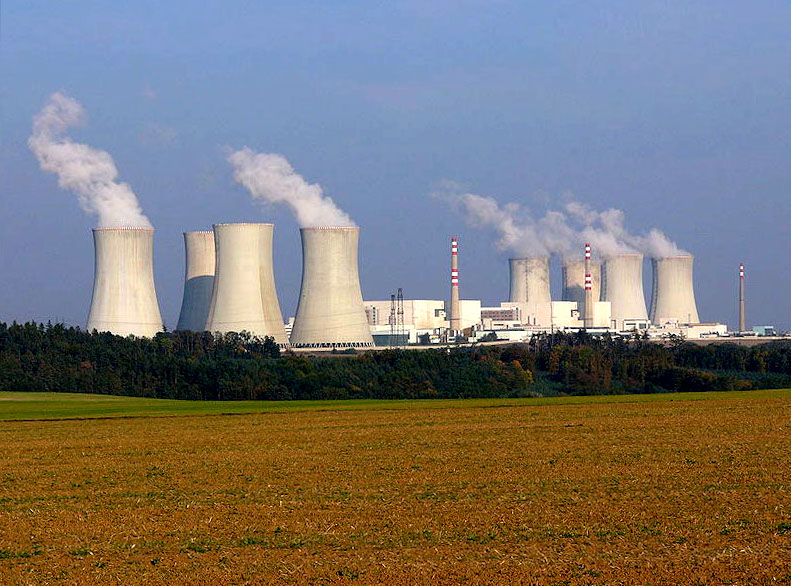
Jaderná elektrárna Dukovany

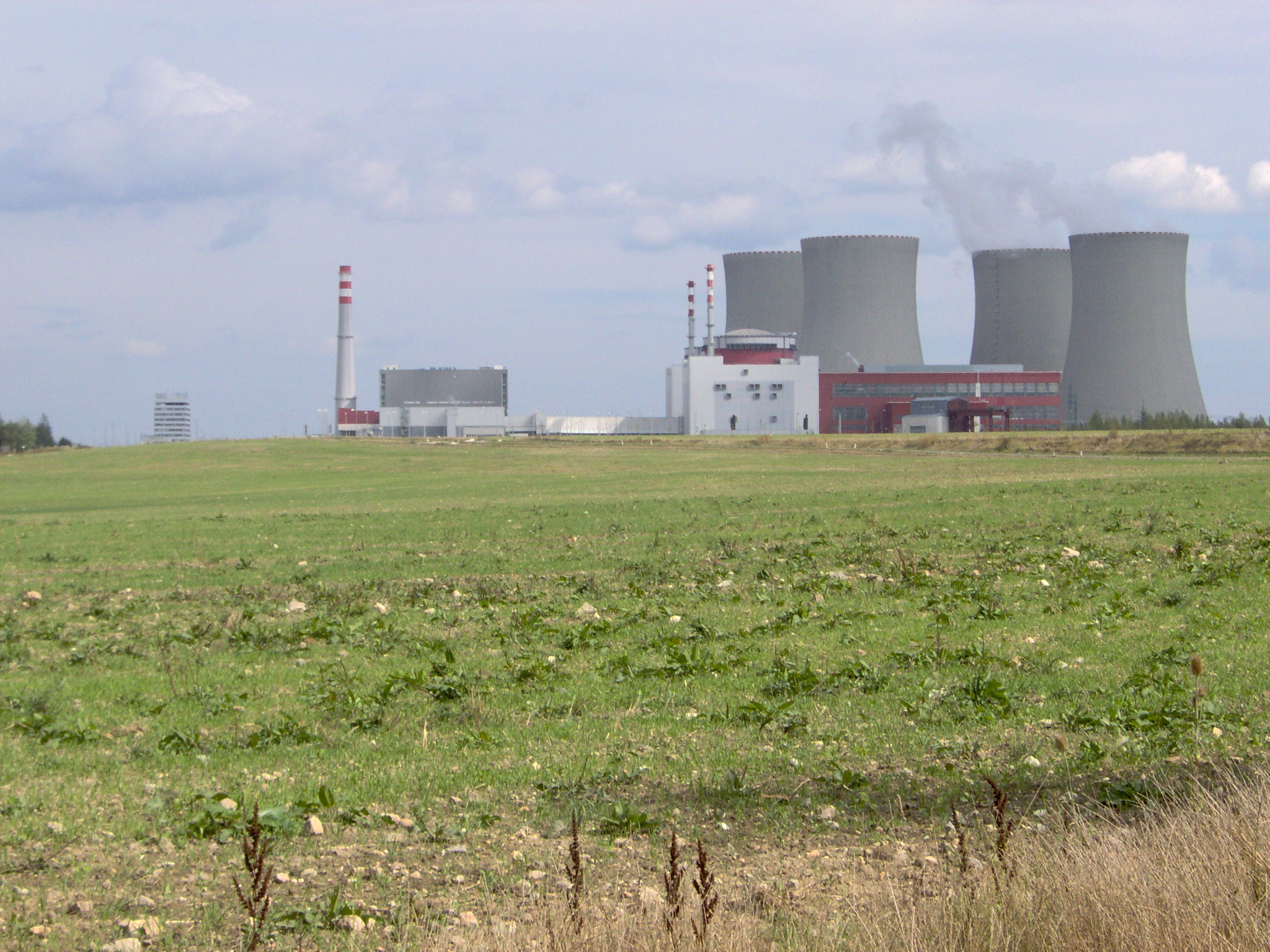
Jaderná elektrárna Temelín

Jaderná energetika má v České republice velmi dlouhou a úspěšnou tradici, jejíž počátky sahají do období poválečného Československa. Československo bylo devátou zemí na světě, která dokázala spustit jaderný reaktor – stalo se tak v roce 1955 ve výzkumném jaderném ústavu v Řeži u Prahy. Na českém území byly vybudovány dvě jaderné elektrárny: Dukovany a Temelín. V roce 2024 vyrobily jaderné elektrárny 40,2 % elektrické energie v ČR.